# Simoca (departamento)
Simoca é um departamento da Argentina, localizado na província de Tucumã.